# Widawa (gmina)
Pour les articles homonymes, voir Widawa.
Widawa est une gmina (commune) rurale (gmina wiejska) du powiat de Łask, dans la Łódź, dans le centre de la Pologne.
Son siège administratif (chef-lieu) est le village de Widawa, qui se situe environ 22 kilomètres au sud-ouest de Łask (siège du powiat) et 53 kilomètres au sud-ouest de la capitale régionale Łódź (capitale de la voïvodie).
La gmina couvre une superficie de 178,04 km2 pour une population de 7 875 habitants en 2007.

## Histoire
De 1975 à 1998, la gmina est attachée administrativement à la voïvodie de Sieradz.

Depuis 1999, elle fait partie de la voïvodie de Łódź.

## Géographie
La gmina inclut les villages et localités de :

Position de la gmina dans le powiat

- Brzyków
- Chociw
- Chrusty
- Chrząstawa
- Dąbrowa Widawska
- Dębina
- Górki Grabińskie
- Goryń
- Grabówie
- Izydorów
- Józefów Widawski
- Kąty
- Klęcz
- Kocina
- Kolonia Zawady
- Korzeń
- Las Zawadzki
- Łazów
- Ligota
- Lucjanów
- Ochle
- Ochle-Kolonia
- Osieczno
- Patoki
- Podgórze
- Przyborów
- Raczynów
- Restarzew Cmentarny
- Restarzew Środkowy
- Rogóźno
- Ruda
- Sarnów
- Sewerynów
- Siemiechów
- Świerczów
- Widawa
- Wielka Wieś A
- Wielka Wieś B
- Wincentów
- Witoldów
- Wola Kleszczowa
- Zabłocie
- Zawady
- Zborów

### Gminy voisines
La gmina de Widawa est voisine des gminy suivantes :
- Burzenin
- Konopnica
- Rusiec
- Sędziejowice
- Szczerców
- Zapolice
- Zelów

## Structure du terrain
D'après les données de 2007, la superficie de la commune de Widawa est de 178,04 kilomètres carrés, répartis comme telle :
- terres agricoles : 71 %
- forêts : 22 %

La commune représente 28,84 % de la superficie du powiat.

## Démographie
Données du 31 décembre 2007 :
| Description        | Total  | Total | Femmes | Femmes | Hommes | Hommes |
| ------------------ | ------ | ----- | ------ | ------ | ------ | ------ |
| Unité              | Nombre | %     | Nombre | %      | Nombre | %      |
| Population         | 7 875  | 100   | 4 001  | 50,8   | 3 874  | 49,2   |
| Densité (hab./km²) | 44     | 44    | 22     | 22     | 22     | 22     |